# George Newbern

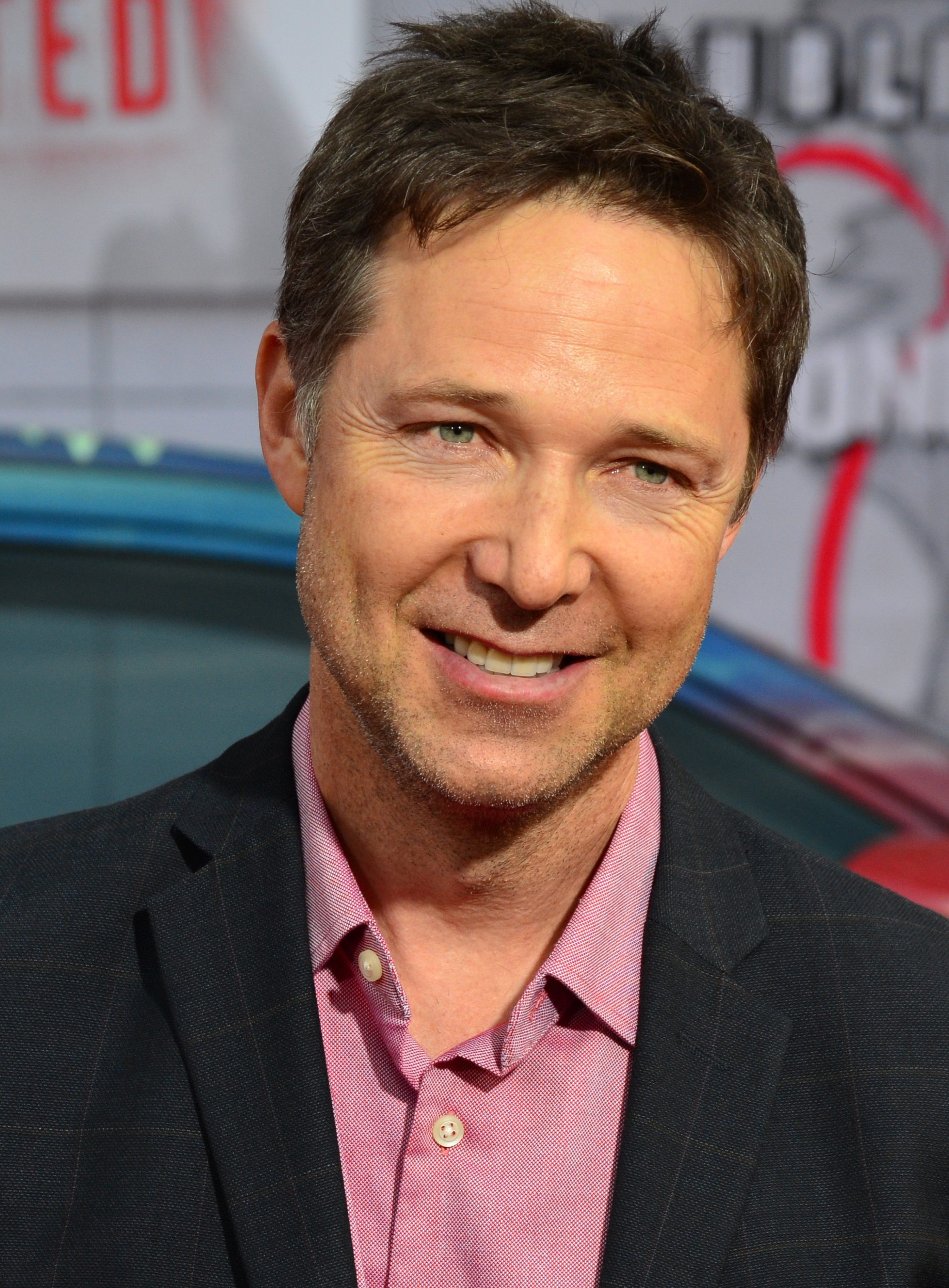
George Newbern in 2014

George Young Newbern (Little Rock (Arkansas), 30 december 1964) is een Amerikaans acteur en stemacteur.

## Biografie
Newbern studeerde in 1986 af in theaterwetenschap aan de Northwestern-universiteit in de staat Illinois. Tijdens zijn studietijd leerde hij daar zijn toekomstige vrouw en actrice Marietta DePrima kennen die in hetzelfde jaar ook afstudeerde. Zij zijn samen in 1990 getrouwd en hebben een dochter (1998) en een zoon (2003). 
Newbern begon in 1982 met acteren in de televisieserie The Blue and the Gray, waarna hij in nog meer dan 130 televisieseries en films speelde. Zo is hij bekend van zijn rol van Charlie in de televisieserie Scandal, waar hij in 69 afleveringen speelde (2012-2018), en van zijn stemwerk in de animatieseries Justice League en Justice League Unlimited (2001-2006).   

## Filmografie

### Films
Selectie:
- 2009 Saw VI - als Harold
- 2009 Dadnapped - als Neal Morris
- 2008 Batman: Gotham Knight - als diverse stemmen
- 2008 Fireflies in the Garden - als Jimmy
- 2000 If These Walls Could Talk 2 - als Tom
- 1995 Father of the Bride Part II - als Bryan MacKenzie
- 1991 Father of the Bride - als Bryan MacKenzie

### Televisieseries
Selectie:
- 2023 Record of Ragnarok - als Hercules (stem) - 4 afl.
- 2018-2019 Law & Order: Special Victims Unit - als dr. Al Pollack - 4 afl.
- 2012-2018 Scandal - als Charlie - 69 afl.
- 2017 Scandal: Gladiator Wanted - als Charlie - 5 afl.
- 2015 Granite Flats - als Scottie Andrews - 8 afl.
- 2010 Nip/Tuck - als dr. Curtis Ryerson - 4 afl.
- 2007-2008 The Batman - als Superman / Clark Kent (stemmen) - 4 afl.
- 2005-2006 Reunion - als Paul Phillips - 5 afl.
- 2004-2006 Justice League Unlimited - als diverse stemmen - 20 afl.
- 2001-2004 Justice League - als diverse stemmen - 42 afl.
- 2002 Providence - als Owen Frank - 21 afl.
- 2000-2001 Bull - als Robert 'Ditto' Roberts III - 20 afl.
- 1998 Friends - als Danny - 3 afl.
- 1997-1998 Chicago Hope - als dr. Scott Frank - 6 afl.
- 1994-1995 The Boys Are Back - als Mike Hansen - 18 afl.
- 1995 Courthouse - als Sean - 5 afl.
- 1991-1993 The Pirates of Dark Water - als Ren - 21 afl.
- 1986-1992 Designing Women - als Payne McIlroy - 4 afl.
- 1990 Working Girl - als Everett Rutledge - 12 afl.

### Computerspellen
Selectie:
- 2017 Injustice 2 - als Superman
- 2013 Injustice: Gods Among Us - als Superman
- 2011 Star Wars: The Old Republic - als diverse stemmen
- 2007 Crisis Core: Final Fantasy VII - als Sephiroth
- 2005 Kingdom Hearts II - als Sephiroth
- 2005 Final Fantasy VII: Advent Children - als Sephiroth
- 2003 Final Fantasy X-2 - als Meyvn Nooj

- Bibliothèque nationale de France: cb166231322 (data)
- International Standard Name Identifier: 0000 0000 4907 970X
- Library of Congress Control Number: no2005122366
- MusicBrainz: 52031e93-bb82-4857-b6ec-2c90ac28c38d
- Nederlandse Thesaurus van Auteursnamen: 39608771X
- Virtual International Authority File: 41584498
- WorldCat: E39PBJxrYGTvQFK4Kt6YX9J7HC